# عبقري على ورقة دمغة (فلم)
عبقري على ورقة دمغة هو فيلم مصري كوميدي إنتاج عام 1987م، من بطولة سمير غانم وسوسن بدر، وهو من إخراج أحمد ثروت وتأليف إبراهيم الجرواني.

## الشخصيات
- سمير غانم (أبو الوفا)
- سوسن بدر (باتعة)
- وحيد سيف (ماركوس)
- روعة الكاتب
- محمد رضا (المعلم مدبولي)
- فؤاد خليل (الدكتور رمزي)

## قصة الفيلم
أبو الوفا مخترع يعمل على تهجين أنواع مختلفة من النباتات من أجل تحسين الجودة الزراعية، ويحاول أن يجد من يساعده في اختراعه هذا، لكن عصابة من المافيا تحاول أن تستحوذ على هذا الاختراع.

## وصلات خارجية
- مقالات تستعمل روابط فنية بلا صلة مع ويكي بيانات